# DataPortability

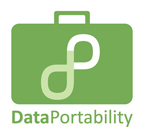

Il progetto DataPortability si propone di trovare una soluzione al problema, sempre più sentito, del controllo e del trasferimento, tra siti diversi, dei dati personali degli utenti.
DataPortability intende raggiungere questi ed altri obiettivi senza inventare nuovi standard ma coordinando quelli esistenti.

## Il progetto
Con l'intensificarsi dell'utilizzo di piattaforme di social web, si moltiplicano i luoghi in cui gli utenti depositano dei loro dati personali come i loro profili, le loro fotografie, i loro filmati o semplicemente l'elenco dei loro amici. Una volta inseriti questi dati, si pongono una serie di problemi relativi alla loro proprietà ed al loro sfruttamento: di chi sono questi dati, che diritti possono rivendicare le società proprietarie dei siti in cui sono inseriti, vi sono eventuali diritti da parte loro anche dopo che l'utente ha abbandonato il sito? Queste ed altre questioni hanno portato gli utenti ad interrogarsi, a cercare delle risposte, sia etiche che tecniche.
Il progetto è stato avviato nel novembre 2007 da Chris Saad e Ashley Angell di Faraday Media e già dal gennaio successivo, si susseguono le manifestazioni di interesse le adesioni da parte di aziende leader: l'8 gennaio Google, Facebook e Plaxo fanno il primo annuncio , seguono Drupal, Netvibes e Mystrands , LinkedIn, Flickr, Six Apart e Twitter , ed infine Digg  e Microsoft
. Inoltre, in un'intervista anche Mozilla [trovare referenza] lascia intendere di tenere d'occhio il progetto e non esclude di aderirvi.

## Alcuni esempi di dati portabili

### Portabilità dell'accesso
Perché ogniqualvolta voglio accedere ad un nuovo sito o servizio in Internet bisogna richiedere la creazione di un utente e di una password? Perché devo ogni volta verificare la disponibilità del nome utente a, se già utilizzato da un altro utente, inventarmene uno per l'occasione? Perché non utilizzare direttamente l'email, o un altro nome utente univoco e assegnato in modo definitivo a me?
A questi, ed altri problemi, si rivolge lo standard OpenID, che viene utilizzato dal progetto DataPortability.

### Portabilità dell'identità
Perché ad ogni sito a cui accediamo dobbiamo reinserire tutti i dati relativi al nostro profilo come: nome, cognome, età, indirizzo, fotografia,...? DataPortability utilizza hCard per esporre tali informazioni senza doverle fornire nuovamente ad ogni nuovo accesso.

### Portabilità della rete sociale
Questo è probabilmente uno dei campi attorno al quale vi è maggiore attesa. Infatti, per ogni sito in cui creiamo un profilo, molta cura ed attenzione viene posta sull'elenco dei nostri amici e sulla rete attraverso la quale riusciamo a tenerci in contatto con loro, a comunicare con loro, a sapere dove sono e cosa fanno. Quando creiamo un nuovo profilo, sempre più spesso ci viene offerta la possibilità di importare questi elenchi da altri siti, ma questo solo fornendo le nostre credenziali di accesso, aprendo un problema di sicurezza e di fiducia nei confronti del nuovo sito.
Per ovviare a questo problema, DataProtability propone di sfruttare i microformat, XFN, FOAF e Resource Description Framework (RDF).

### Portabilità dei centri di interesse
Nell'utilizzo dei siti, spesso l'utente dichiara i propri interessi oppure questi vengono dedotti dal suo comportamento online (pagine visitate, parole chiave cliccate, acquisti fatti,...). Questi dati vengono memorizzati in file APML. DataPortability intende utilizzare tale formato per facilitare lo spostamento di tali informazioni ed ottenere servizi più mirati.

### Gestione delle autorizzazioni
Qualora dovessimo centralizzare i nostri profili, non sarebbe opportuno dare libero accesso a tutte le informazioni ivi contenute? Infatti, ad alcuni siti potremmo dare solo il nome ed il paese di provenienza, ad altri invece potremmo invece impedire solamente l'accesso alla nostra rete di amici lasciando libero accesso alle altri informazioni. Una soluzione sarebbe avere un profilo per ogni tipo di utilizzo, ma una soluzione migliore è dare dei permessi personalizzati per sito e per singola informazione. In questo modo il sito X accederà ad un set ristretto di informazioni personali ed invece il sito Y avrà accesso completo.
Questo sarà realizzato tramite lo standard OAuth.

### Messaggistica istantanea
Perché non possiamo accedere a tutti i sistemi di messaggistica istantanea contemporaneamente? XMPP è uno standard aperto, supportato da IETF, attraverso il quale è possibile scambiarsi informazioni in maniera decentralizzata.

## Logo & Logo Contest
Il logo di DataPortability è stato scelto a seguito di un mini Logo Contest avvenuto a fine del 2007.
Il 22 febbraio Red Hat spedisce un'e-mail a Chris Saad, uno dei fondatori del progetto DataPortability, per segnalare la forte somiglianza tra il logo di Fedora
 e quello di DataPortability .
La segnalazione, chiamata "Cease and Desist", ha suscitato numerose reazioni, e non solo nel newsgroup di DataPortability . Riassumendole, molti hanno concordato con la somiglianza tra i loghi ma non con il rischio di confusione tra i brand.
È stata, quindi, proposto di sostituire il logo incriminato con uno di quelli scartati al Logo Contest di fine 2007 ma di fronte alle richieste di diversi membri del newsgroup è stato deciso far svolgere un nuovo Logo Contest .
Il Logo Contest ha raggiunto in discreto successo: sono stati inviati 400 progetti circa, numerosi sponsor hanno messo in palio dei premi per il vincitore , una giuria di esperti si è offerta volontaria per selezionare 15 dei progetti più meritevoli  e, grazie ad un sistema di voto  messo a disposizione di DP, i naviganti ha selezionato il vincitore.